# إي هالدمان يوليوس
كان إيمانويل هالدمان يوليوس (إيمانويل يوليوس) (30 يوليو 1889-31 يوليو 1951) كاتبًا اشتراكيًا أمريكيًا يهوديًا ومفكرًا ملحدًا ومصلحًا اجتماعيًا وناشرًا. اشتهر بكونه رئيس تحرير مطبوعات هالدمان يوليوس، وهو مؤلف سلسلة من الكتيبات المعروفة باسم «الكتب الزرقاء الصغيرة»، والتي وصل إجمالي مبيعاتها إلى مئات الملايين من النسخ.

## السيرة الذاتية

### نشأته
ولد إيمانويل يوليوس في 30 يوليو 1889 في فيلادلفيا، بنسلفانيا، وهو ابن ديفيد يوليوس (المولود باسم زولايفسكي) وهو مُجلِّد كتب. كان والداه من المهاجرين اليهود الذين فروا من أوديسا (التي كانت آنذاك جزءًا من الإمبراطورية الروسية) وهاجروا إلى أمريكا هاربين من الاضطهاد الديني. كان أجداده من جهة أبيه وأمه من الحاخامات إلا أن والديه لم يكونوا متدينين، «لقد كانا غير مبالين، وأنا ممتن لذلك».
كان إيمانويل قارءًا نهمًا في صباه. كان الأدب والمناشير الاشتراكية غير مكلفة آنذاك، إذ قرأهم يوليوس واقتنع بمنطقهم. على حد تعبيره في عام 1913، «قبل أربع سنوات فقط، كنت عاملًا في مصنع، مُستَعبدًا في مصنع نسيج في فيلادلفيا، وقعت يدي على الفلسفة الاشتراكية وبثت روحًا جديدة في داخلي. انتشلتني من الأعماق ووجهت دربي نحو شيء أسمى. بدأت أتوق للتعبير. شعرت أن لدي ما أقوله. لذلك، قمت بكتابة الأشياء. ولدهشتي، قدم لي المحررون الاشتراكيون بعض التشجيع». انضم إلى الحزب الاشتراكي قبل الحرب العالمية الأولى وكان مرشح الحزب في مجلس الشيوخ عام 1932 عن ولاية كانساس.

### مسيرته المهنية
بعد العمل في عدة صحف، برزت مكانة يوليوس كمحرر (1915-1922) لصحيفة أبيل تو ريزن، وهي صحيفة اشتراكية ذات تداول وطني واسع لكن متراجع. قام هو وزوجته الأولى، مارسيت هالدمان (التي تبنى اسمها الأخير في اسمه المركب) بشراء عملية الطباعة في صحيفة أبيل في جيرارد، كانساس، وبدأا بطباعة كتب جيب مقاس 3.5 "× 5" على ورق لب الخشب الرخيص (مشابه لذلك المستخدم في مجلات اللب) مدبّسة في غلاف ورقي. سُميت في بداياتها سلسلة أبيل لكتاب الجيب وبيعت في عام 1919 مقابل 25 سنتًا. كانت الأغلفة إما حمراء أو صفراء. على مدى السنوات العديدة التالية، غيّر هالدمان يوليوس الاسم على التوالي لسلسلة كتب الجيب الشعبية، سلسلة أبيل لكتب الجيب، سلسلة كتب الجيب ذات العشر سنتات، سلسلة كتب الجيب ذات الخمس سنتات، سلسلة كتاب الجيب، وكان الاسم الأخير عام 1913 الكتب الزرقاء الصغيرة. ظل سعر الكتب خمس سنتات لعدة سنوات. أعطيت العديد من الكتب الكلاسيكية عناوين مثيرة بهدف زيادة المبيعات. في نهاية المطاف، بيعت ملايين النسخ سنويًا في أواخر عشرينيات القرن الماضي.
في عام 1922 أعادوا تسمية الصحيفة باسم صحيفة يوليوس هالدمان الأسبوعية (التي كانت معروفة من عام 1929 حتى عام 1951 باسم ذا أميركان فريمان) والذي أصبح عضو المنزل. في عام 1924 أطلقوا صحيفة يوليوس هالدمان الشهرية (أعيدت تسميته لاحقًا ذا ديبونكر) والتي ركزت بشكل أكبر على الفكر الحر، وفي عام 1932 أضافوا صحيفة ذا ميليشانت ايثيست من بين صحف عديدة أخرى.